# Propeleda carpenteri
Propeleda carpenteri – gatunek małża morskiego należącego do podgromady pierwoskrzelnych.
Muszla wielkości mniejszej niż 0,6 cm, kształtu wydłużonego, zwykle dwukrotnie dłuższa niż szersza. Jeden koniec owalny drugi szpiczasty. Kolor muszli szaro-zielony. 
Siedliskiem jest piaszczysty muł umiarkowanie głębokich wód. Są rozdzielnopłciowe, bez zaznaczonych różnic płciowych w budowie muszli. Odżywiają się planktonem oraz detrytusem.
Występuje w Ameryce Północnej, na terenie USA w rejonie Północnej Karoliny. Spotykany również na Karaibach